# Seikilova pesem
Seikilova pesem oz. Seikilov nagrobni napis je star grški napev, vklesan na nagrobnik na starogrškem pokopališču blizu mesta Aydın v današnji Turčiji, datiran med 200 pr.n.št. in 100 n.št. Nad besedilom je vklesan tudi notni zapis melodije, s čimer je Seikilova pesem najstarejši popolnoma ohranjen zapis glasbene kompozicije na svetu.

## Pesem
Nad besedilom (tukaj zapisan v sodobni grški pisavi) je vrstica s simboli za melodijo:
Prevedeno v sodoben notni zapis je melodija približno takšna:
Izvirnik je v majuskuli. Zapis v kasnejši politonalni pisavi in transliteracija bi izgledala tako:
Ὅσον ζῇς, φαίνου,
Hoson zês, phainou,
μηδὲν ὅλως σὺ λυποῦ·
mêden holôs su lupou;
πρὸς ὀλίγον ἐστὶ τὸ ζῆν,
pros oligon esti to zên,
τὸ τέλος ὁ xρόνος ἀπαιτεῖ.
to telos ho chronos apaitei.